# پاول موناش
پل موناش  (به انگلیسی: Paul Monash؛ ۱۴ ژوئن ۱۹۱۷ – ۱۴ ژانویهٔ ۲۰۰۳) تهیه کننده و فیلم‌نامه‌نویس اهل ایالات متحده آمریکا بود.

## فیلم‌شناسی
تهیه‌کننده
- تله مرگبار (۱۹۶۸)
- بوچ کسیدی و ساندنس کید (۱۹۶۹)
- سلاح‌خانه شماره پنج (۱۹۷۲)
- کری (۱۹۷۶)
- مشکل بزرگ در چین کوچک (۱۹۸۶)
- خشم: کری ۲ (۱۹۹۹)

نویسنده
- نشانی از شر (۱۹۵۸)
- پیتون پلیس (۱۹۶۹–۱۹۶۴)
- دوستان ادی کویل (۱۹۷۳)
- در جبههٔ غرب خبری نیست (۱۹۷۹)
- جورج والاس (۱۹۹۷)